# Nepenthes spectabilis
Nepenthes spectabilis är en tvåhjärtbladig växtart som beskrevs av Danser. Nepenthes spectabilis ingår i släktet Nepenthes och familjen Nepenthaceae. Inga underarter finns listade i Catalogue of Life.

## Bildgalleri

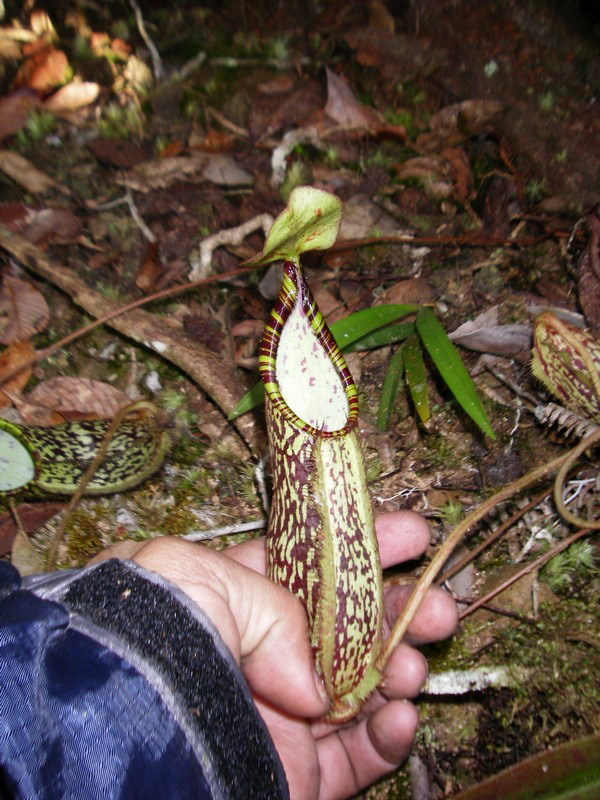
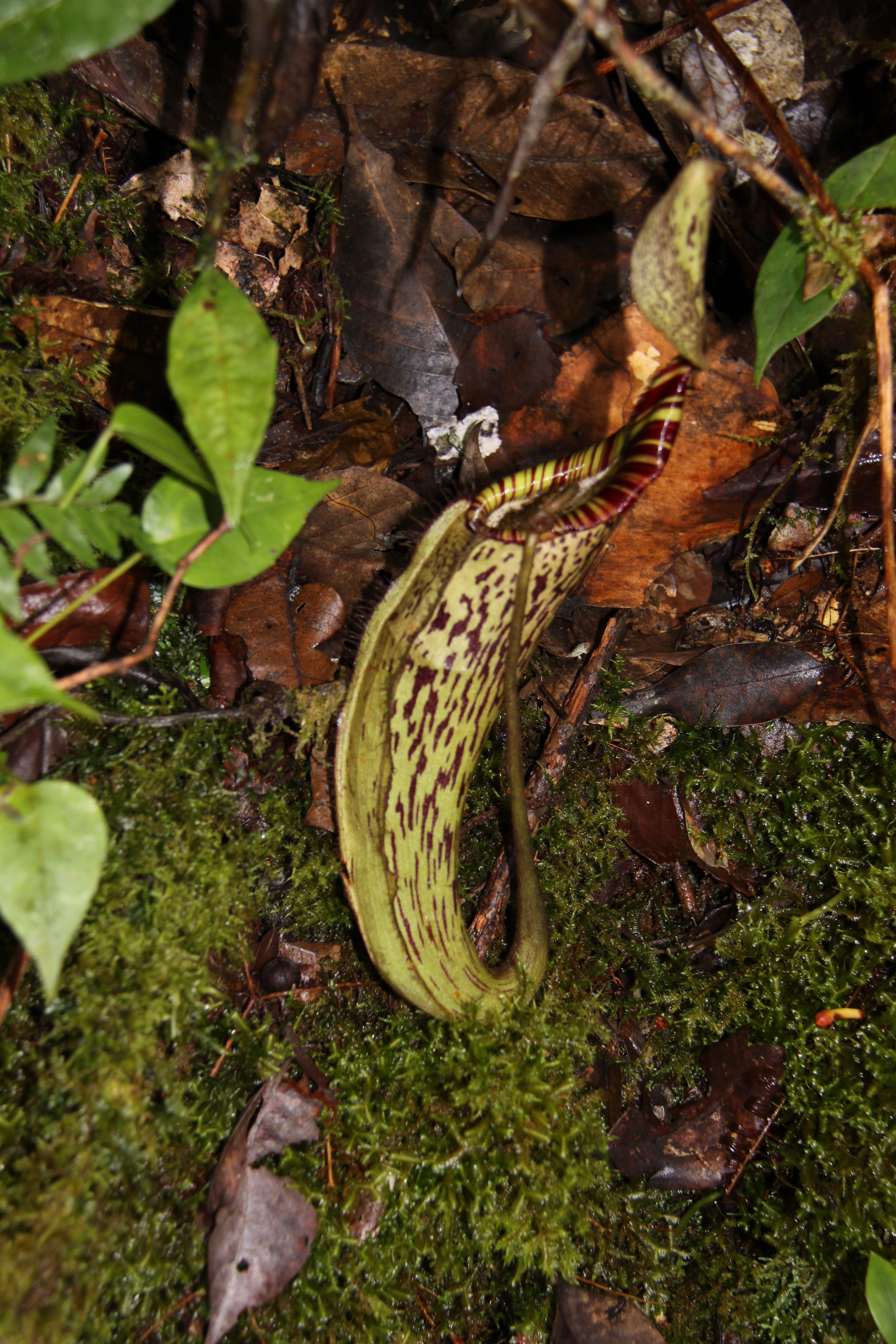
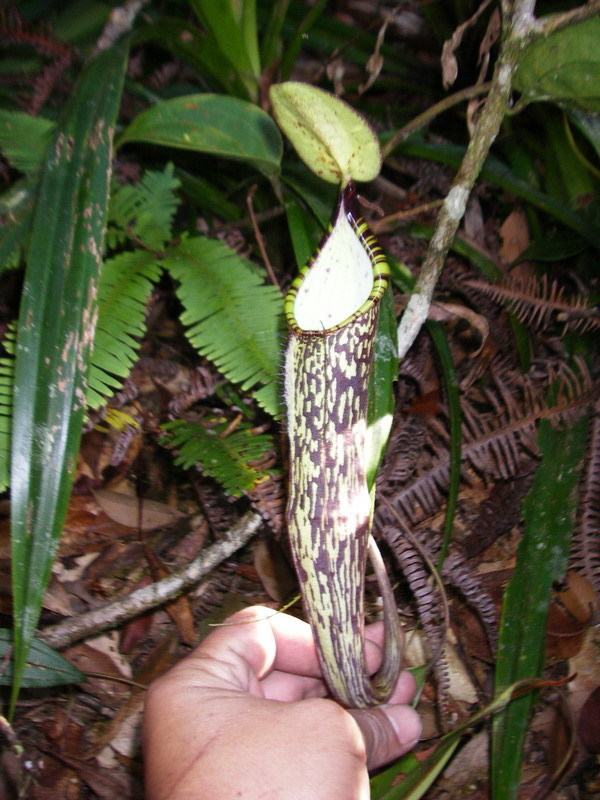
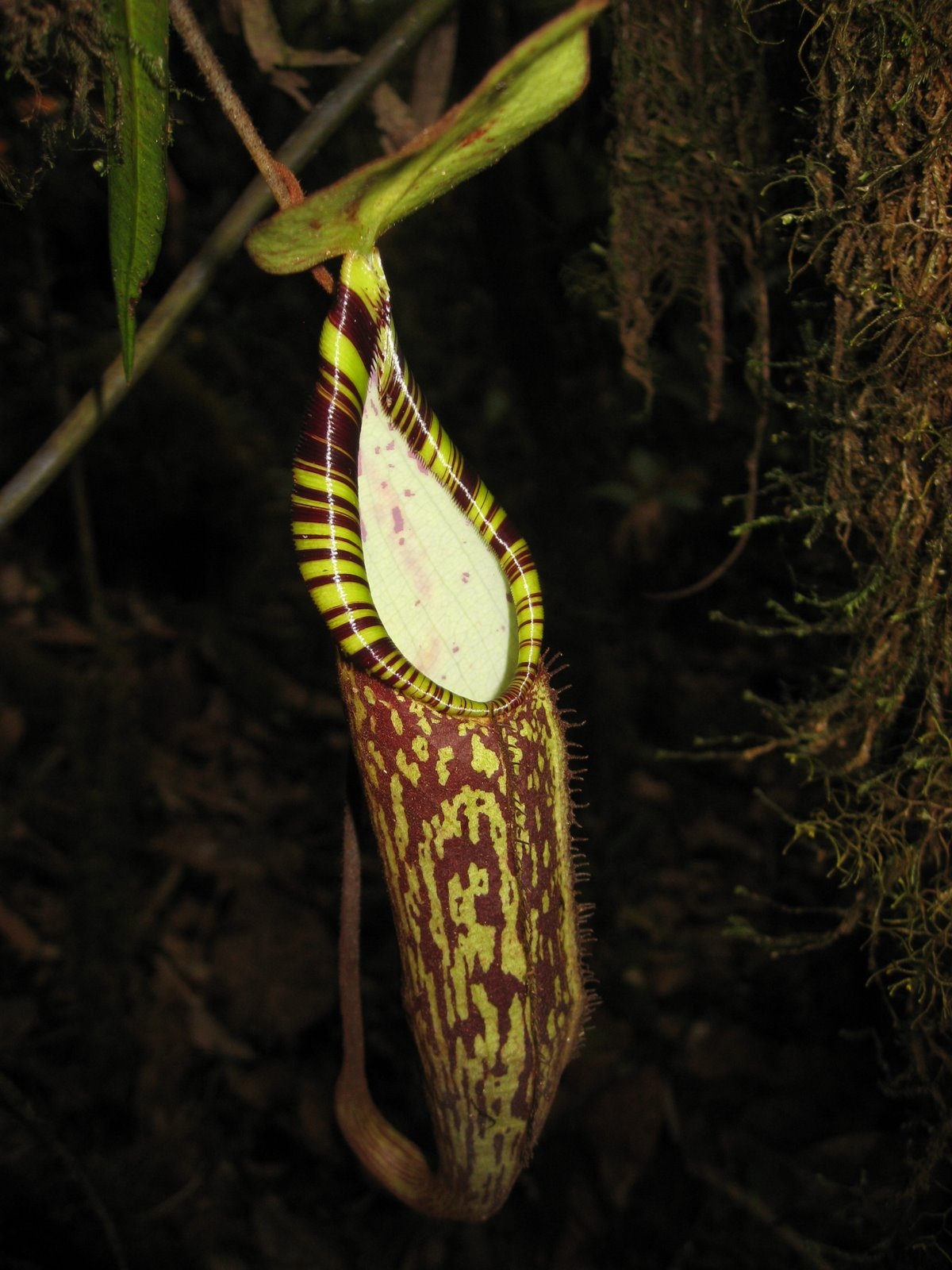
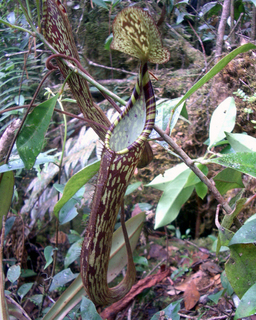
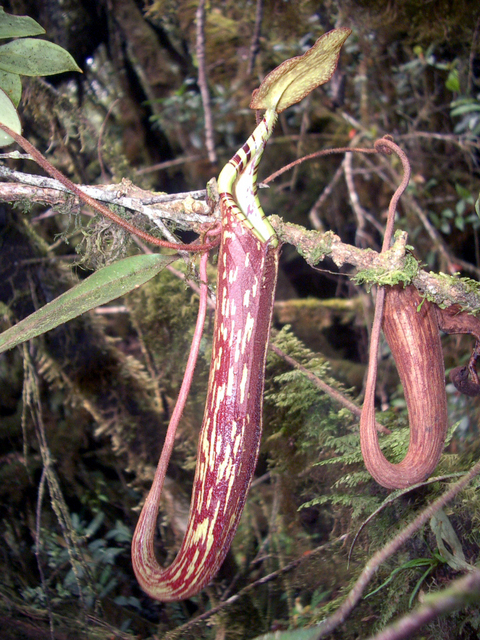